# (8140) Hardersen
(8140) Hardersen est un astéroïde de la ceinture principale.

## Description
(8140) Hardersen est un astéroïde de la ceinture principale. Il fut découvert le 1er mars 1981 à Siding Spring par Schelte J. Bus. Il présente une orbite caractérisée par un demi-grand axe de 2,73 UA, une excentricité de 0,07 et une inclinaison de 6,8° par rapport à l'écliptique.

## Compléments